# Gonocephalum granulatum
Gonocephalum granulatum – gatunek chrząszcza z rodziny czarnuchowatych i podrodziny Tenebrioninae.

## Taksonomia
Gatunek ten opisany został po raz pierwszy w 1791 roku przez Johana Christiana Fabriciusa pod nazwą Opatrum granulatum. Wyróżnia się w jego obrębie cztery podgatunki:
- Gonocephalum granulatum granulatum (Fabricius, 1791)
- Gonocephalum granulatum meridionale (Küster, 1849)
- Gonocephalum granulatum nigrum (Küster, 1849)
- Gonocephalum granulatum pusillum (Fabricius, 1791)

## Morfologia
Chrząszcz o ciele długości od 6,5 do 8 mm, w zarysie owalnym z równoległymi bokami. Ubarwienie jest czarne, lecz przyżyciowo zwykle ciało pokrywa szarobrunatny nalot z gliny. Głowa jest mocno poprzeczna, tak szeroka jak przedplecze, punktowana ziarnisto, zaopatrzona w oczy całkowicie podzielone występami policzków. Stosunkowo krótkie czułki mają człony coraz szersze począwszy od siódmego. Przedplecze ma boczne brzegi łukowato zaokrąglone, delikatnie karbowane, bardzo krótko oszczecinione, lekko przed wyraźnie ostrymi kątami tylnymi wycięte. Tarczka ma dość duże rozmiary i trójkątny kształt. Dwukrotnie dłuższe niż szerokie pokrywy mają słabo zaznaczone kąty barkowe, zaokrąglone wierzchołki, oraz dołkowate punktowanie rzędów. Odnóża są krótkie; uzębiona przednia ich para pełni funkcje grzebne. Golenie przedniej pary są słabiej ku szczytom rozszerzone niż u G. pygmaeum, osiągając tam szerokość równą długości trzech początkowych członów stopy razem wziętych. Golenie pozostałych par są dość chude, słabo rozszerzone ku szczytom.

## Ekologia i występowanie
Owad ten bytuje na glebie siedlisk o stepowym charakterze i piaszczystym podłożu. Owady dorosłe aktywne są ciągu dnia i spotykane wśród suchych traw, na pobrzeżach wód i przy korzeniach drzew. Larwy przechodzą rozwój w glebie, gnijących roślinach i detrytusie.
Gatunek palearktyczny, znany z Hiszpanii, Francji, Niemiec, Austrii, Włoch, Czech, Słowacji, Węgier, Ukrainy, Chorwacji, Serbii, Czarnogóry, Rumunii, Bułgarii, Albanii, Macedonii Północnej, Grecji,  europejskiej i syberyjskiej części Rosji, Maroka, azjatyckiej części Turcji, Armenii, Azerbejdżanu, Syrii, Kazachstanu, Turkmenistanu, Iranu, Afganistanu, Mongolii i Chin. W Polsce stwierdzony jednokrotnie w XIX wieku na Dolnym Śląsku – przypuszczalnie błędnie.